# Danny Welbeck
Daniel Nii Tackie Mensah ("Danny") Welbeck (Manchester, 26 november 1990) is een Engels betaald voetballer van Ghanese afkomst die doorgaans in de aanval speelt. Welbeck debuteerde in 2011 in het Engels voetbalelftal.

## Clubcarrière

### Manchester United
Welbeck begon zijn loopbaan in de jeugd van Manchester United, waar hij in 2005 terechtkwam. Op 8 april 2006 maakte hij zijn debuut voor Manchester onder 18. Ruim twee jaar later, op 15 november 2008 maakte hij zijn debuut in de Premier League in het eerste elftal. In de 63e minuut viel hij in voor Park Ji-sung en even later scoorde hij. Een paar maanden eerder, op 23 september, had hij al zijn officiële debuut gemaakt in de League Cup. Tijdens zijn volgende wedstrijd, op 4 januari 2009, maakte Welbeck weer een goal, tegen Southampton.
Nadat Welbeck wederom scoorde in een FA Cup wedstrijd tegen Derby County werd hij door manager Alex Ferguson uit de selectie gezet, vanwege zijn manier van juichen.
Op 25 januari 2010 werd bekendgemaakt dat Welbeck voor de rest van het seizoen 2009/10 werd verhuurd aan Preston North End FC. Half maart kwam aan dat avontuur weer een einde. Welbeck keerde terug naar Manchester United om te herstellen van een knieblessure. Op 12 augustus 2010 werd Welbeck voor het seizoen 2010/11 verhuurd aan Sunderland AFC. Ferguson haalde hem het daaropvolgende seizoen terug naar Manchester United. In 2014 maakte Wellbeck de overstap van Manchester United naar Arsenal nadat hij door manager Louis van Gaal van Manchester United niet goed genoeg bevonden werd.

### Arsenal
In de laatste uren van de transferperiode werd Welbeck voor een bedrag van circa 21 miljoen euro verkocht aan Arsenal. Hij maakt zijn officiële debuut op 13 september 2014 in een 2-2 gelijkspel tegen Manchester City. Amper zeven dagen later maakte hij zijn eerste goal in dienst van de club. Op 1 oktober dat jaar maakte hij zijn eerste hattrick voor de club, in een 4-1 gewonnen Champions League-wedstrijd tegen Galatasaray. Op 1 maart 2015 scoorde Welbeck in de kwartfinale van de FA Cup tegen zijn voormalige werkgever Manchester United om Arsenal de 2-1 overwinning te bezorgen. Hij raakte in de volgende maand geblesseerd waardoor hij ruim tien maanden buitenspel zou staan. In een wedstrijd tegen Leicester City maakte hij zijn rentree en maakte hij een vrije trap van Mesut Özil in de 95ste minuut 2-1. Uiteindelijk speelde hij dat seizoen nog vijftien wedstrijden, waarin hij vijf keer scoorde.
Aan het begin van het seizoen 2016/17 raakte hij opnieuw geblesseerd, waarna hij in januari 2017 zijn rentree maakte. In een met 5–0 gewonnen FA-Cup-wedstrijd tegen Southampton maakte hij twee van de vijf goals.

### Watford en Brighton & Hove Albion
Hij tekende in augustus 2019 bij Watford, dat hem transfervrij inlijfde na zijn vertrek bij Arsenal. In oktober 2020 ging hij naar Brighton & Hove Albion.

## Clubstatistieken
| Seizoen         | Club                   | Competitie      | Competitie | Competitie | Beker | Beker | Europa | Europa | Totaal | Totaal |
| Seizoen         | Club                   | Competitie      | Wed.       | Dlp.       | Wed.  | Dlp.  | Wed.   | Dlp.   | Wed.   | Dlp.   |
| --------------- | ---------------------- | --------------- | ---------- | ---------- | ----- | ----- | ------ | ------ | ------ | ------ |
| 2008/09         | Manchester United      | Premier League  | 3          | 1          | 5     | 2     | —      | —      | 8      | 3      |
| 2009/10         | Manchester United      | Premier League  | 5          | 0          | 4     | 2     | 2      | 0      | 11     | 2      |
| 2009/10         | → Preston North End    | Championship    | 8          | 2          | 0     | 0     | —      | —      | 8      | 2      |
| 2010/11         | → Sunderland           | Premier League  | 26         | 6          | 2     | 0     | —      | —      | 28     | 6      |
| 2011/12         | Manchester United      | Premier League  | 30         | 9          | 4     | 1     | 5      | 2      | 39     | 12     |
| 2012/13         | Manchester United      | Premier League  | 27         | 1          | 6     | 0     | 7      | 1      | 40     | 2      |
| 2013/14         | Manchester United      | Premier League  | 25         | 9          | 6     | 0     | 5      | 1      | 36     | 10     |
| 2014/15         | Manchester United      | Premier League  | 2          | 0          | 1     | 0     | 0      | 0      | 3      | 0      |
| 2014/15         | Arsenal                | Premier League  | 27         | 4          | 4     | 1     | 6      | 3      | 37     | 8      |
| 2015/16         | Arsenal                | Premier League  | 11         | 4          | 2     | 1     | 2      | 0      | 15     | 5      |
| 2016/17         | Arsenal                | Premier League  | 16         | 2          | 4     | 2     | —      | —      | 20     | 4      |
| 2017/18         | Arsenal                | Premier League  | 17         | 3          | 4     | 2     | 2      | 0      | 23     | 5      |
| 2018/19         | Arsenal                | Premier League  | 8          | 1          | 2     | 0     | 4      | 2      | 14     | 5      |
| 2019/20         | Watford                | Premier League  | 18         | 2          | 2     | 1     | —      | —      | 20     | 3      |
| 2020/21         | Brighton & Hove Albion | Premier League  | 24         | 6          | 0     | 0     | —      | —      | 10     | 2      |
| 2021/22         | Brighton & Hove Albion | Premier League  | 25         | 6          | 2     | 0     | —      | —      | 27     | 6      |
| 2022/23         | Brighton & Hove Albion | Premier League  | 31         | 6          | 6     | 1     | —      | —      | 37     | 7      |
| 2023/24         | Brighton & Hove Albion | Premier League  | 25         | 4          | 4     | 1     | 4      | 1      | 33     | 6      |
| Carrière totaal | Carrière totaal        | Carrière totaal | 328        | 64         | 58    | 16    | 37     | 10     | 411    | 84     |

## Interlandcarrière
Welbeck maakte zijn –16 debuut toen hij veertien jaar was in oktober 2005 tegen Wales in het Victory Shield, wat Engeland won dat jaar. Toen hij speelde voor –17 maakte Welbeck het beslissende doelpunt in een kwalificatieduel tegen Servië. Hij hielp zijn team naar het EK –17 van 2007. Het toernooi zag Spanje eindigen tegen Engeland, waardoor Engeland een plek op het WK –17 2017 had veiliggesteld. Eenmaal daar maakte Welbeck twee doelpunten tegen Nieuw-Zeeland. Zo hielp hij Engeland naar de kwartfinale van het kampioenschap.
Welbeck speelde tien interlands voor Engeland onder 19 en in mei 2009 ontving hij voor het eerst een uitnodiging voor Jong Engeland. Hij moest deze uitnodiging afslaan, omdat hij geblesseerd was. Vervolgens kreeg hij een uitnodiging voor het EK onder 21, maar ook deze sloeg hij af, wederom vanwege een blessure. Aangezien Welbeck ook de Ghanese nationaliteit bezit, werd hij ook door deze voetbalbond in de gaten gehouden. Op 29 maart 2011 maakte Welbeck zijn debuut in het shirt van de nationale ploeg van Engeland, in een oefenwedstrijd tegen Ghana (1-1). Hij viel in dat duel na 81 minuten in voor Ashley Young. In een vriendschappelijke wedstrijd tegen België op 2 juni 2012 maakte hij in de 36e minuut zijn eerste doelpunt voor de nationale ploeg. De wedstrijd eindigde in 1-0.
Welbeck nam met Engeland deel aan het EK 2012 in Polen en Oekraïne, waar de ploeg van bondscoach Roy Hodgson in de kwartfinales na strafschoppen (2-4) werd uitgeschakeld door Italië. In de reguliere speeltijd plus verlenging waren beide teams blijven steken op 0-0. Welbeck maakte tevens deel uit van de Engelse selectie voor het WK 2018 in Rusland.
| Interlanddoelpunten | Interlanddoelpunten | Interlanddoelpunten | Interlanddoelpunten | Interlanddoelpunten | Interlanddoelpunten | Interlanddoelpunten | Interlanddoelpunten |
| №                   | Datum               | Locatie             | Wedstrijd           | Goal(s)             | Score               | Uitslag             | Competitie          |
| ------------------- | ------------------- | ------------------- | ------------------- | ------------------- | ------------------- | ------------------- | ------------------- |
| 1                   | 2 juni 2012         | Londen              | Engeland – België   | 36'                 | 1 – 0               | 1 – 0               | Oefeninterland      |
| 2                   | 15 juni 2012        | Kiev                | Engeland – Zweden   | 78'                 | 3 – 2               | 3 – 2               | EK-eindronde        |

## Erelijst
| Competitie          |                   |                   |                   |                   |
| Competitie          | Aantal            | Jaren             |                   |                   |
| Manchester United   | Manchester United | Manchester United | Manchester United | Manchester United |
| ------------------- | ----------------- | ----------------- | ----------------- | ----------------- |
| FIFA Club World Cup | 1x                | 2008              |                   |                   |
| Premier League      | 1x                | 2012/13           |                   |                   |
| Football League Cup | 2x                | 2008/09, 2009/10  |                   |                   |
| FA Community Shield | 2x                | 2011, 2013        |                   |                   |
| Arsenal             |                   |                   |                   |                   |
| FA Cup              | 2x                | 2014/15, 2016/17  |                   |                   |
| FA Community Shield | 1x                | 2017              |                   |                   |